# Dzieci zrywające owoce

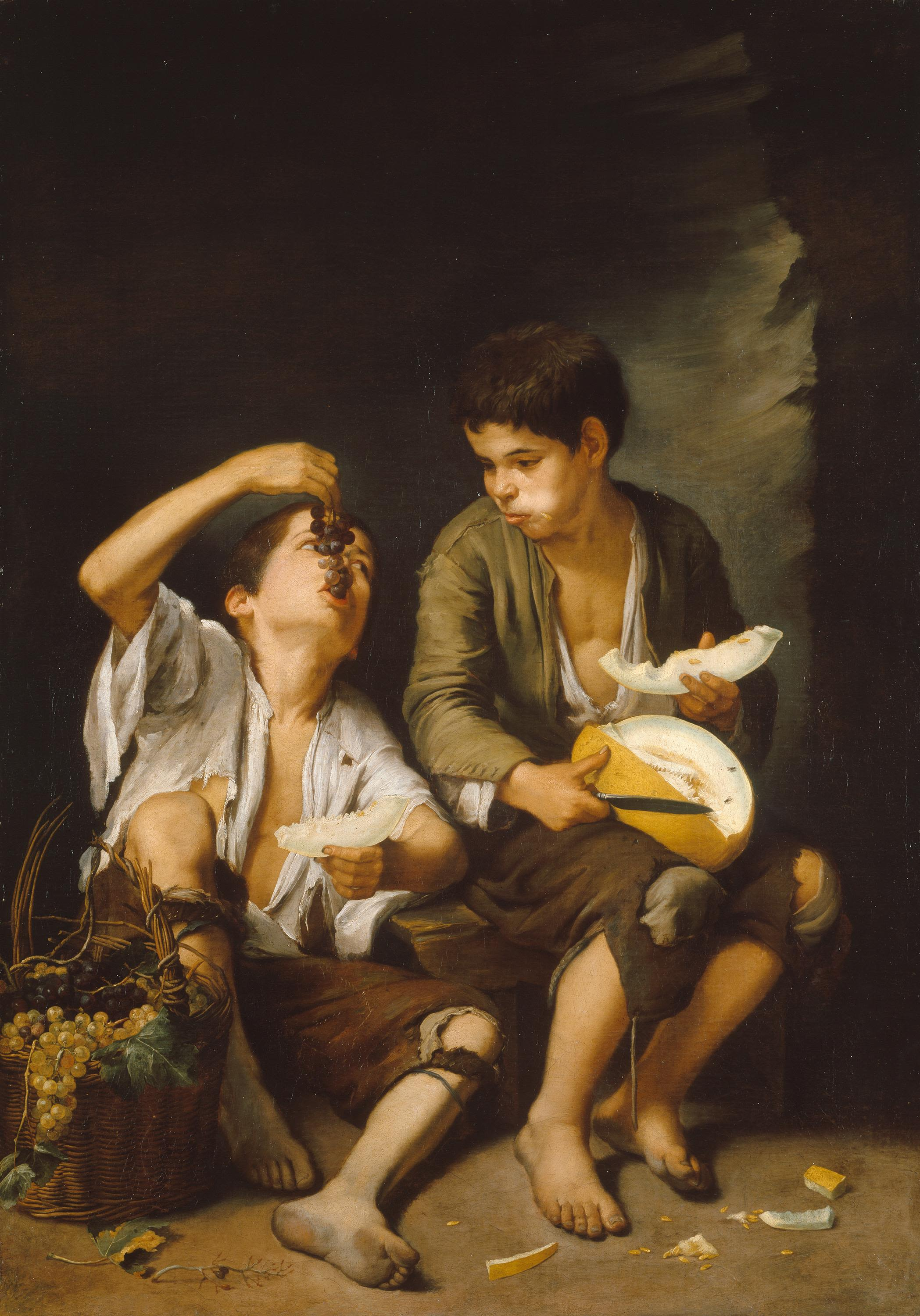
Dzieci z melonem i winogronami, Murillo, 1645-46

Dzieci zrywające owoce (hiszp. Muchachos cogiendo fruta) – obraz olejny hiszpańskiego malarza Francisca Goi. 

## Seriakartonów do tapiserii
To dzieło należało do serii kartonów do tapiserii – olejnych obrazów o znacznych rozmiarach przygotowywanych jako wzór dla warsztatów tkackich Królewskiej Manufaktury Tapiserii Santa Bárbara w Madrycie. Na ich podstawie tkano barwne gobeliny, które zdobiły wnętrza królewskich posiadłości. Przeznaczenie kartonów przedstawiało dla pracy malarza pewne ograniczenia, gdyż wykonany przez niego projekt musiał być odpowiednio łatwy do zastosowania w warsztacie tkackim. Obraz nie mógł przedstawiać zbyt wielu detali lub ulubionych przez Goyę przenikających się delikatnych odcieni barw.
Goya wykonał tę serię dla Karola IV (wtedy jeszcze infanta, księcia Asturii), i jego żony Marii Ludwiki Parmeńskiej, z przeznaczeniem do jadalni Królewskiego Pałacu El Pardo. Pracował nad tą serią w latach 1776-78, a większość prac ukończył latem 1777 roku. Oprócz Dzieci zrywających owoce w skład serii wchodziły także: Parasolka, Bójka przed Nową Karczmą, Podwieczorek na wsi, Spacer w Andaluzji, Tańce w San Antonio de la Florida, Pijący, Latawiec, Gracze w karty i Dzieci nadymające pęcherz. Tematem serii były pogodne scenki rodzajowe, ukazujące hiszpańskie zwyczaje i zabawy. Goya wycenił jeden z najbardziej udanych kartonów - Parasolkę - na 500 reali (reales de vellón), a za całą serię otrzymał ich 18 000. Była to druga seria kartonów wykonana przez Goyę dla książęcej pary. Pierwsza, ukończona w 1775 roku przedstawiała motywy związane z łowami, między innymi Polowanie na przepiórki. O ile pierwsza seria opierała się na szkicach nadwornego malarza Francisco Bayeu i silnie imitowała jego styl, druga zawierała oryginalne projekty Goi i ujawniała jego rozwijający się talent malarski.

## Analiza
Goya przedstawił sielankową scenkę rodzajową, na której grupa dzieci współpracuje aby dosięgnąć rosnących na drzewie owoców. Jeden z chłopców podpiera się na plecach drugiego i w ten sposób wspina się na drzewo. Zerwane owoce wrzuca do kapelusza trzymanego przez inne dzieci. Zarówno twarze dzieci jak i ich strój wskazują na pochodzenie z niskiej klasy społecznej. Widać tutaj wpływ dzieł Murilla, który często przedstawiał sceny z udziałem dzieci i owoców.
Powstały na podstawie tego dzieła gobelin miał wisieć nad drzwiami książęcej jadalni. Kompozycja uwzględnia perspektywę potencjalnego widza, który patrzył na wysoko zawieszony gobelin z dołu - przedstawione na obrazie dzieci stoją na niewielkim wzniesieniu. Ten projekt stanowił parę z Dziećmi nadymającymi pęcherz o podobnej tematyce.

## Historia obrazu
Pierwszy gobelin na podstawie tego projektu utkano już w 1780 roku, a następne dwa w latach 1795 i 1800. 
Około 1856-1857 roku razem z innymi kartonami do tapiserii obraz trafił do piwnic madryckiego Pałacu Królewskiego. Odnaleziony przez Gregoria Cruzadę Villaamila obraz został włączony do zbiorów Muzeum Prado w 1870 roku.